# Юбервалд
Юбервалд е планината в Света на диска, където живеят вампири и върколаци, както се споменава в романа „Захапи за врата“ Действието на книгата „Петият слон“, която е от поредицата за старжите, се развива в Юбервалд.